# Ламар Одом
Ламар Одом (енгл. Lamar Odom; Квинс, Њујорк, 6. новембар 1979) је бивши амерички кошаркаш. Играо је на позицијама крила и крилног центра.

## Почеци
Ламар Одом је рођен у јужном делу Квинса. Његов отац се борио са зависношћу од хероина, а његова мајка је умрла од тумора када је Ламар имао само дванаест година. Одгајала га је бака.
Похађао је Универзитет Неваде у Лас Вегасу, а касније колеџ Роуд Ајланда, где се активно бавио кошарком.

## Каријера у NBA

### Лос Анђелес Клиперси (1999—2003)
Одом је драфтован 1999. године, после своје прве године на Универзитету Роуд Ајланда.
Одабрали су га Лос Анђелес Клиперси као 4. пика, за позицију крилног центра. У првој сезони, постизао је просечно 16,8 поена и 4,2 асистенције по утакмици.. 2001. био је суспендован због конзумирања марихуане.

### Мајами Хит (2003—2004)
Ламар је био веома значајан за тим током своје једине сезоне у Мајами Хитсима. После тешке сезоне, успели су да дођу до плеј-офа. Након овога, Одом заједно са саиграчима Кероном Батлером и Брајаном Грантом прелази у Лос Анђелес Лејкерсе.

### Лос Анђелес Лејкерси (2004-данас)
Током своје прве године у Лејкерсима, Одом је претрпео повреду левог рамена због које је пропустио крај 2004-05 NBA сезоне. У првој половини 2005-06 NBA сезоне, Одом је показао несагласност са Лејкерсима. Упркос томе, како се приближавао плеј-оф, Одомов перформанс се побољшао. Због повреда, био је ограничен на 56. утакмица у сезони 2006-07, које је завршио са просеком од 15,9 поена по утакмици. У сезони 2007.-08. постизао је, просечно, 15,2 поена и 4 асистенције по утакмици. Одом је завршио сезону са просеком од 15,2 поена и 3 асистенције по утакмици, а Лејкерси су изгубили у финалу од Бостон Селтикса. Почетак сезоне 2008-09 дочекао је на клупи као резервни играч. Због повреде играча у првој петорци, Одом се вратио на стартну линију. У фебруару 2009. играјући 36 минута, Одом је постизао у просеку 16,5 поена и 2,4 асистенције по утакмици..
Освојио је свој први NBA шампионат када су Лејкерси победили Орландо Меџик у финалу 2009. године. 
После вишемесечних преговора Лејкерса са Мајами Хитсима, Лејкерси су потписали четворогодишњи уговор са Одомом вредан $33 милиона..

## Олимпијске игре
Одом је учествовао на летњим Олимпијским играма 2004. године у Атини. Играо је 14 утакмица за национални тим САД и освојио бронзану медаљу. Није наступао за репрезентацију на првенствима 2006. и 2007. због смрти сина.

## Лични живот
Одом је у браку са америчком ријалити звездом Клои Кардашијан. Пар се венчао у септембру. 2009..
Има двоје деце са бившом девојком. Јуна 2006. његов шестомесечни син Џејден је преминуо од синдрома изненадне смрти одојчета.

## Успеси

### Клупски
- Лос Анђелес лејкерси:
  - НБА (2): 2008/09, 2009/10.

### Репрезентативни
- Олимпијске игре:  2004.
- Светско првенство:  2010.

### Појединачни
- Шести играч године НБА (1): 2010/11.
- Идеални тим новајлија НБА — прва постава: 1999/00.